# ملعب ألماتي المركزي

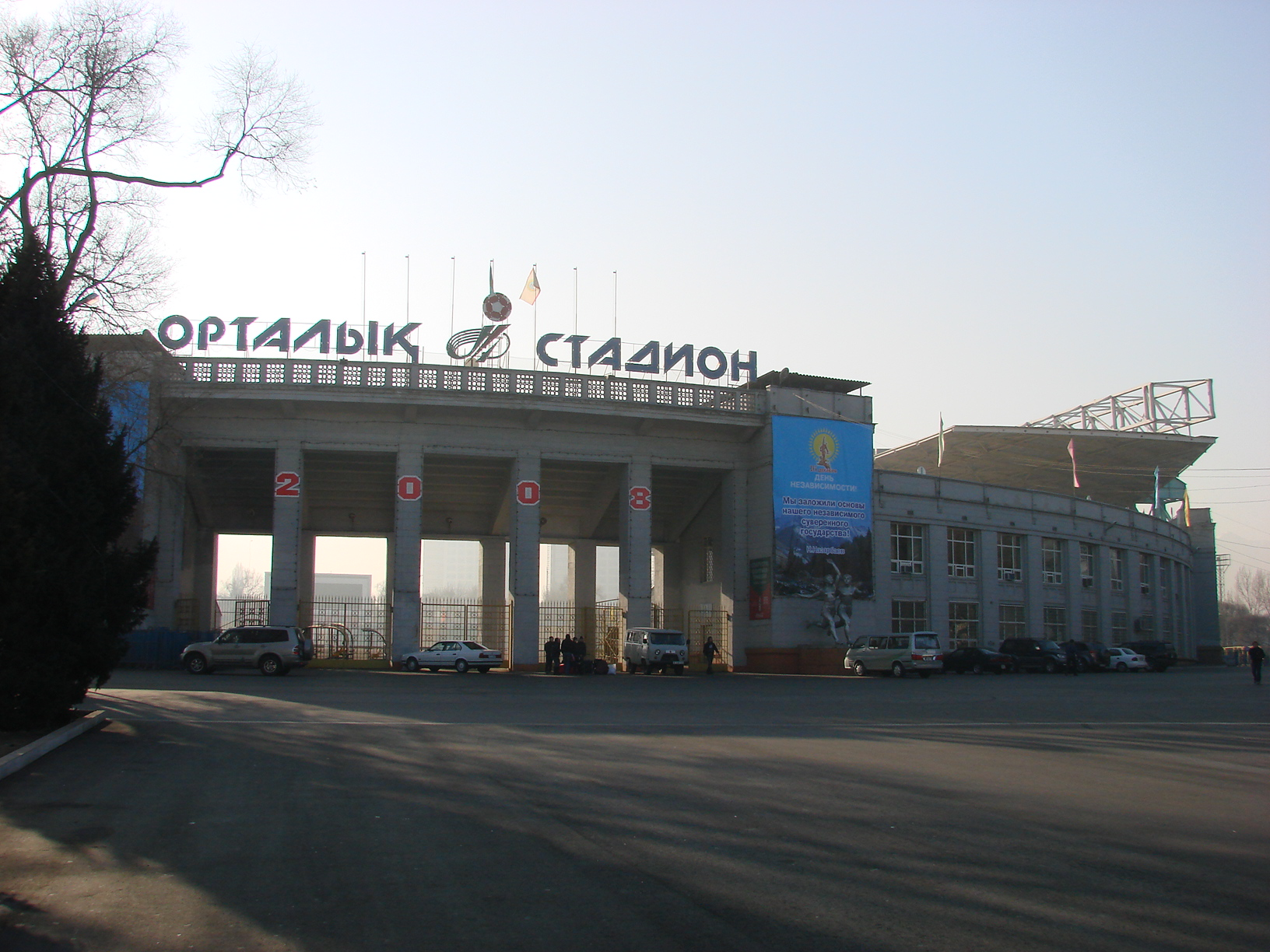

ملعب ألماتي المركزي هو ملعب متعدد الاستخدام يقع في مدينة ألماتي الكازاخستانية . غالبا ما يتم استخدامه لمباريات كرة القدم . يسع الملعب لجلوس 25,057 متفرج . يعتبر الملعب الرسمي الذي يخوض فيه منتخب كازاخستان مبارياته الدولية . تم افتتاح الملعب في سنة 1958 .